# Doctor (Work It Out)
Doctor (Work It Out) – utwór muzyczny wykonywany przez amerykańskiego piosenkarza i producenta muzycznego Pharrella Williamsa i amerykańską piosenkarkę Miley Cyrus. 1 marca 2024 został wydany przez wytwórnię Columbia Records jako singel.

## Geneza, powstanie i wydanie
Wierzymy w wyczucie czasu i w to, że wszystko dzieje się wtedy, gdy powinno. W okolicach Grammy rozmawialiśmy z Pharrellem na temat wydania tej piosenki. To było takie nieoczekiwane, poczułam, że to jest właściwy czas. Czasami sprawy z naszej przeszłości mają więcej sensu w teraźniejszości niż kiedykolwiek wcześniej. Ta piosenka zawsze potrzebowała atmosfery celebracji, poczucia radości (szczególności w teledysku), tańca, odpuszczania sobie. Wtedy nie mogłabym jej dostarczyć tej atmosfery. Tak to właśnie wyszło. [Piosenka] całkowicie wyraża moją duszę i esencję w tym właśnie momencie. Jest po prostu zabawna, nie za ciężka, nie za mocna i nie za głęboka – dokładnie taka, jak ja teraz. Wyraża to, w jakim miejscu właśnie stoję, tak jak każda muzyka, jaką w życiu wydałam.

Pharrell Williams i Miley Cyrus nawiązali w 2012 roku współpracę muzyczną, której efektem były cztery utwory na albumie Cyrus Bangerz (2013) oraz „Come Get It Bae” z albumu Williamsa Girl (2014). W tamtym czasie powstał też niewydany utwór „Doctor”, który w 2017 roku wyciekł do Internetu.
W 2023 piosenka została nagrana na nowo. 16 stycznia 2024 została odtworzona podczas pokazu marki Louis Vuitton, której dyrektorem kreatywnym jest Williams, zorganizowanego w trakcie tygodnia mody w Paryżu. 23 lutego 2024 Williams zapowiedział w serwisie Instagram, że wkrótce zostanie wydana jego współpraca muzyczna z Cyrus. 27 lutego 2024 artystka zaprezentowała na Instagramie tytuł i okładkę singla oraz zamieściła jego 30-sekundowy fragment. Dzień później zapowiedziała jego datę premiery na 1 marca.
Singel został wydany 1 marca 2024 w dystrybucji cyfrowej. Jest pierwszą opublikowaną współpracą muzyczną Williamsa i Cyrus od 2014 roku.

## Teledysk
Teledysk do utworu został wyreżyserowany przez Jacoba Bixenmana. Jego premiera w serwisie YouTube odbyła się 1 marca 2024, równocześnie z premierą singla.

## Historia wydania
| Terytorium | Data         | Formaty                     | Wydawca                       | Źr.   |
| ---------- | ------------ | --------------------------- | ----------------------------- | ----- |
| Świat      | 1 marca 2024 | digital download, streaming | Columbia Records / Sony Music | [ 7 ] |
| Włochy     | 8 marca 2024 | airplay                     | Sony Music                    | [ 9 ] |